# غاري واليس
غاري واليس (بالإنجليزية: Gary Wallis)‏ هو فنان إيقاعي بريطاني، ولد في 10 يونيو 1964 في لندن في المملكة المتحدة.

## وصلات خارجية
- غاري واليس على موقع IMDb (الإنجليزية)
- غاري واليس على موقع ميوزك برينز (الإنجليزية)
- غاري واليس على موقع أول ميوزيك (الإنجليزية)
- غاري واليس على موقع ديسكوغز (الإنجليزية)
- غاري واليس على موقع قاعدة بيانات الفيلم (الإنجليزية)